# Сусанна
Суза́нна, Суса́нна, Сюза́нна (івр. שׁוֹשַׁנָּה, Шошанна — «біла лілія») — українське жіноче ім'я єврейського походження. Поширене в християнських країнах, оскільки є іменем декількох християнських святих, в тому числі новозавітньої постаті. Сусанна, учениця Ісуса, що згадується в Євангелії від Луки (Лк. 8:3) в числі жінок, які йшли містами та селами разом з Ісусом і дванадцятьма апостолами. З Біблії «і Іванна, дружина Худзи, урядника Іродового, і Сусанна, і інших багато, що маєтком своїм їм служили.» (Луки 8:3)

## Відомі носії
- Сусанна — біблійний персонаж з Книги пророка Даниїла (XIII, 15-24), що входить у Старий Заповіт. 19 грудня вважається днем пам'яті про неї.
- Сусанна — постать у Новому Заповіті.
- Свята Сусанна Римська — ранньо-християнська діва-мучениця з Риму.
- Сюзанна Валадон (1865—1938) — французька модель і жінка-художниця.
- Сузана Вієйра (1942) — бразильська акторка.
- Сузана Герра (1980) — португальська співачка.
- Сюзанна Дріано (1957) — італійська фігуристка.
- Коваль Сузанна Василівна (1909—1978) — українська драматична акторка.
- Сюзанна Коллінз (1962) — американська письменниця і сценаристка,
- Печуро Сусанна Соломонівна (1933—2014) — радянський дисидент.
- Сюзанна Томпсон (1958) — акторка.
- Сусанна Сока (1906—1959) — уругвайська поетеса, перекладачка, видавець.
- Станік Сюзанна Романівна (1954) — український юрист, суддя Конституційного Суду України у відставці.
- Сюзанна Вайт (1960) — режисер.
- Сузанна Гаавісто (1957) — акторка.
- Сузанна Гофс (1959) — акторка, режисер,композитор.
- Шаповалова Сюзанна Олександрівна (1936) — радянський і український режисер-документаліст. Заслужений діяч мистецтв України.

## Картини
- Сусанна — картина голландського живописця Рембрандта ван Рейна
- Сусанна — картина англійського живописця Джона Роджерса Герберта[en]

## Інше
- Susanna — пісня Адріано Челентано з альбому «I miei americani» (1984) року.